# Barnenez

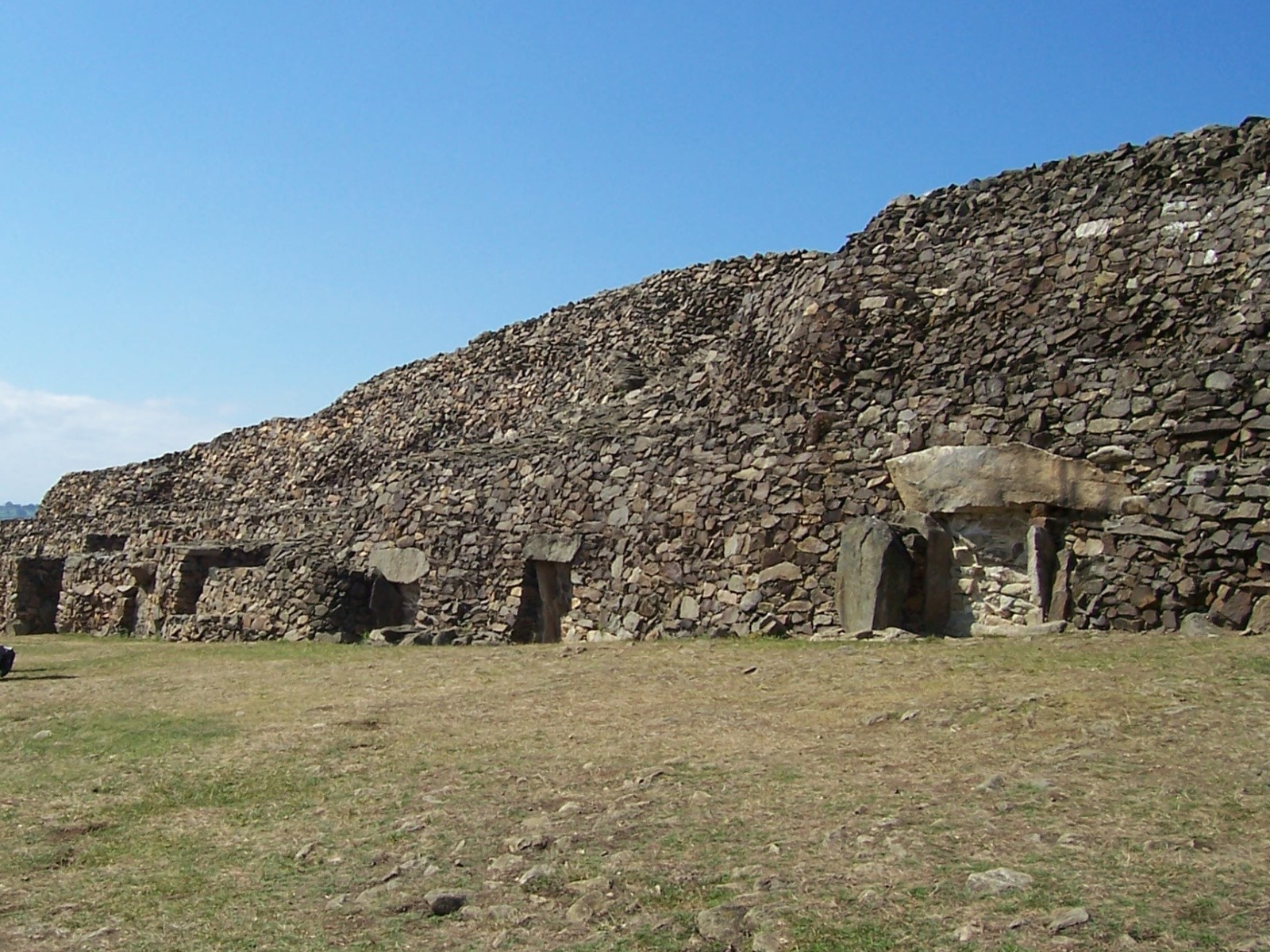
A frente de Barnenez.

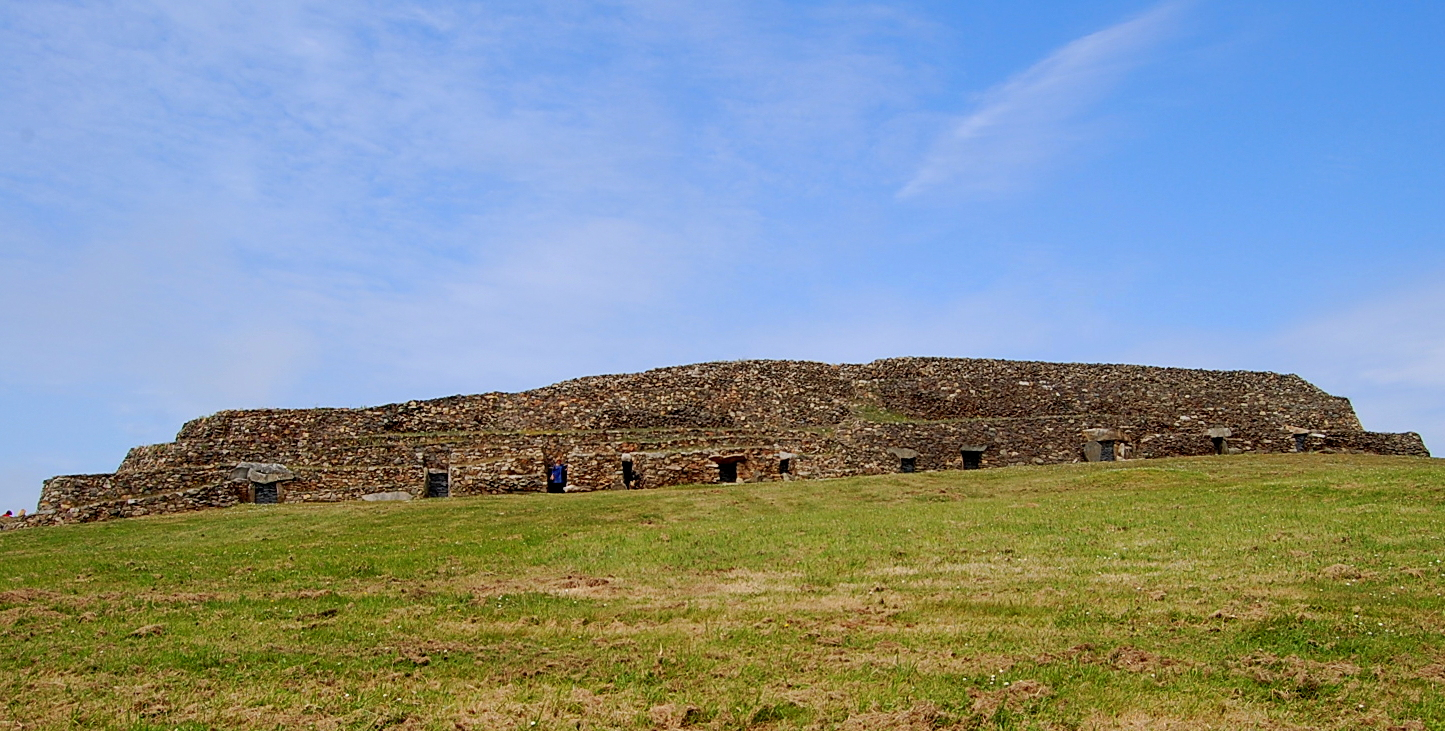
Cairn de Barnenez.

Cairn de Barnenez (também chamado de Barnenez Tumulus ou Barnenez Mound; em bretão Karn Barnenez; em francês: Cairn de Barnenez ou Tumulus de Barnenez) é um monumento neolítico localizado próximo de Plouezoc'h, na península de Kernéléhen, ao norte de Finistère, na Bretanha (França). É datado de 4800 anos antes de Cristo; é considerada um dos monumentos megalíticos mais velhos da Europa, além de também ser uma das mais antigas construções feitas pelo homem no mundo. É também notável pela presença de diversas artes megalíticas.